# Колючохвіст великий
Колючохвіст великий (Hirundapus giganteus) — вид невеликих птахів родини серпокрильцевих (Apodidae). Поширений в Південно-Східній Азії.

## Поширення
Мешкає в тропічних лісах Південно-Східної Азії, в Індії, Індонезії, Таїланді, на Філіппінах.

## Опис
Як і більшість видів серпокрильців, вид характеризується дуже маленькими ніжками, які він використовує майже виключно для того, щоб звисати з вертикальних поверхонь. Вони проводять більшу частину свого життя в повітрі і ніколи не сідають на землю. Його довжина становить 23 см, а вага близько 180 г.